# رترکتور فارابوف

رترکتور فارابوف

رترکتور فارابوف (به انگلیسی: Farabeuf retractor) جهت کشیدن بافت نرم و سطحی و در معرض دید قرار دادن زخم در عمل‌های جراحی که برش سطحی دارند، بکار می‌رود و در تمامی ست‌های جراحی، موجود می‌باشد.